# José María Heredia
José María Heredia y Heredia (Santiago de Cuba, 31 de diciembre de 1803- Ciudad de México , 7 de mayo de 1839) fue un poeta nacido en Cuba, considerado por muchos como el primer poeta romántico de América, el iniciador del romanticismo en Hispanoamérica y uno de los poetas más importantes de la lengua española. En años más recientes esta filiación romántica se ha matizado, señalándose la importancia del neoclasicismo y de la estética de la sensibilidad ilustrada para el pensamiento y la obra heredianos. Es conocido como el «Cantor del  Niágara» y fue nombrado poeta nacional de Cuba. 
Fue también un destacado humanista, fiscal, juez de letras, abogado, catedrático, historiador, traductor, periodista, secretario, novelista histórico, soldado, dramaturgo, diputado y director del Instituto Literario del Estado de México. Fue secretario particular de Antonio López de Santa Anna en 1832; también fue diputado propietario en el Congreso del Estado de México en 1833 y ministro de la Audiencia en México. No se lo debe confundir con el poeta y traductor cubano José María de Heredia Girard (1842-1905), quien fue su primo-hermano.

## Biografía
Hijo de José Francisco de Heredia y Mieses y María de la Merced Heredia y Campuzano-Polanco nativos de Santo Domingo. Siendo aún pequeño se trasladó con su familia a Santo Domingo, donde transcurrió la mayor parte de su niñez. Su padre fue nombrado Oidor y Regente de la Real Audiencia de Caracas en 1810 y la familia se mudó a Venezuela. En 1818, de regreso en Cuba, comenzó sus estudios de Leyes en la Universidad de La Habana, que siguió al año siguiente en México. Tras el asesinato de su padre, en octubre de 1820, José María decidió regresara Cuba en 1821. Dos años después de doctorarse en derecho se estableció como abogado en Matanzas. Por este tiempo había colaborado en distintos periódicos, entre ellos El Revisor, y dirigió el semanario La Biblioteca de las Damas. En 1823, a punto de publicar una edición de sus poesías, se vio envuelto en la Conspiración "Soles y Rayos de Bolívar" y tuvo que marcharse precipitadamente a los Estados Unidos.
Su vida en ese país está ampliamente documentada en su correspondencia, entre otros, con Domingo del Monte, publicada por la Revista de Cuba. La primera edición de sus versos apareció en 1825 en Nueva York. Se le atribuye la novela histórica Jicoténcal, publicada anónimamente en 1826 en Filadelfia, aunque la autoría es también atribuida a otros escritores, como su compatriota Félix Varela o el español Félix Mejía.
En 1825 emprendió su segundo viaje a México y en la travesía escribió el Himno del desterrado. Su actividad en México fue rica y variada. Entre otras funciones jurídicas y administrativas, ejerció como catedrático de Literatura e Historia, legislador, juez de Cuernavaca, así como oidor y fiscal de la Audiencia de México. En 1832 publicó en Toluca una segunda edición de sus versos, considerablemente revisada y ampliada. Fue redactor de varias revistas como El Iris y La Miscelánea, y principal redactor de El Conservador.

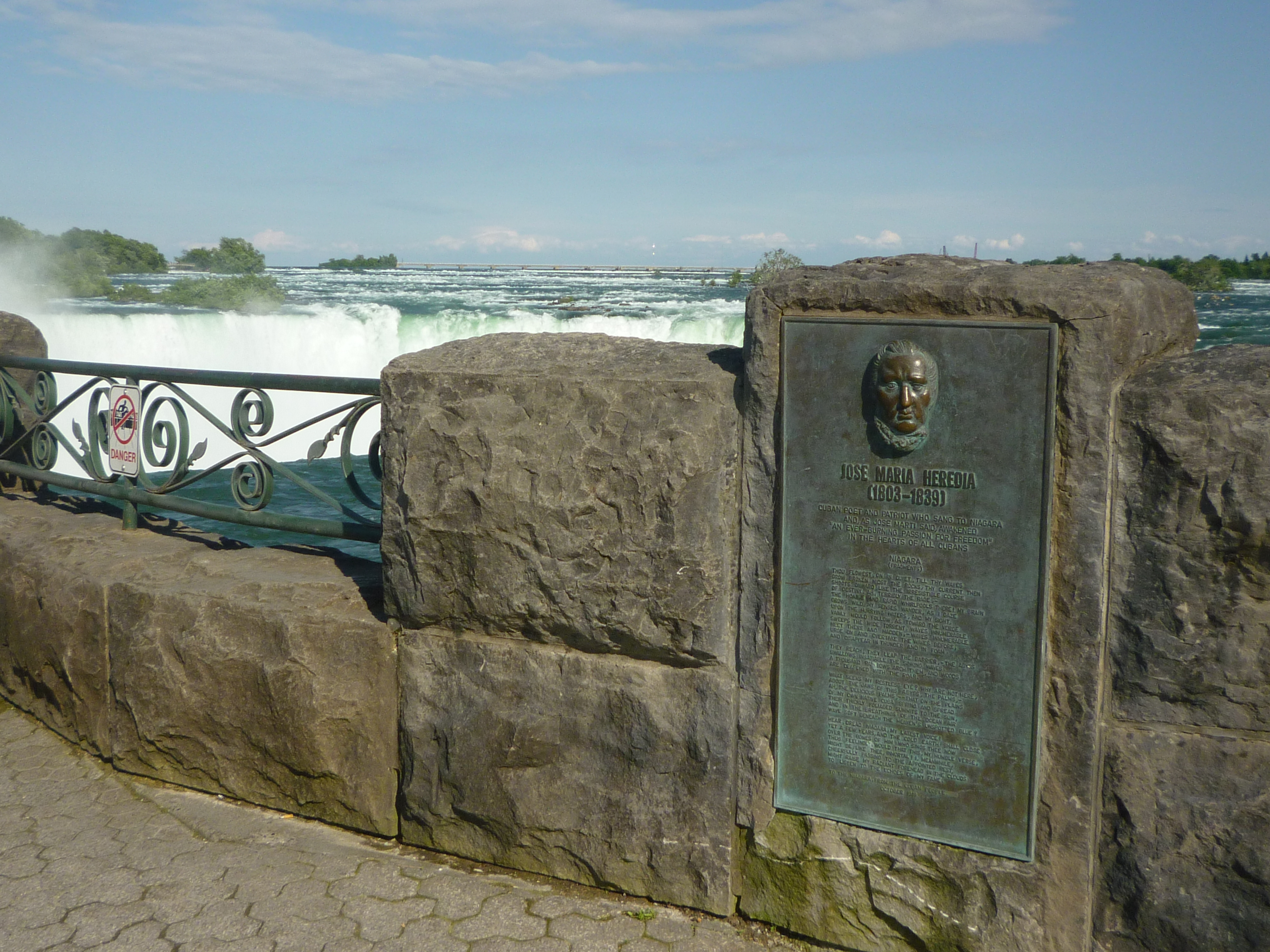
Monumento a Heredia en las cataratas del Niágara

En 1836, después de hacer retracción pública de sus ideales independentistas, obtuvo permiso para regresar a Cuba. Cuatro meses duró su estancia en la isla. Con gran dolor y mortal desánimo regresó a México, donde el presidente Guadalupe Victoria le ofreció asilo. Con treinta y cinco años murió de tuberculosis, enfermedad que había contraído en los Estados Unidos, el 7 de mayo de 1839 en la ciudad de Toluca (otra versión autorizada afirma que murió en la capital mexicana).
José María Heredia pasó muchos años en el exilio en Estados Unidos y México fuera de su patria. Muchos de sus poemas reflejan una mezcla de la sensualidad tropical y de la melancolía soñadora, que se inspiran a menudo en su nostalgia. La fuerza y la belleza de la naturaleza y el enfoque en la individualidad emerge fuertemente en sus poemas. Algunas de sus obras son extraordinarias composiciones descriptivas donde plasma su percepción fina y rápida de la naturaleza. Una de las características centrales de su obra es también el sentido espiritual del paisaje físico.
Se ha dicho que "si los Estados Unidos tenía a Walt Whitman y a Edgar Allan Poe, América Latina tenía al poeta José María Heredia" en lo que respecta a la prominencia e importancia literaria de su poesía. Su romanticismo es el de la búsqueda y el anhelo de la libertad, tanto política como literaria. En esta medida, su poesía viene directamente de su vida.
La vida de José María Heredia es uno de los temas principales de la obra de Leonardo Padura La novela de mi vida publicada en 2002.
Por muchos años, se tildó a Heredia de mero traductor de tragedias francesas e italianas del siglo XVIII, pero recientemente Guillermo Schmidhuber probó que las tragedias heredianas era originales al ser una traducción parafrasiana que disminuye el tamaño de las jornadas y hasta cambia el número de personajes.  De la misma manera como Shakespeare escribió su Julio César, adaptando la historia clásica, así escribió Heredia sus tragedias; de hecho, Los últimos romanos, de Heredia, coincide en el tema con la tragedia shakesperiana. Otro aporte literario es la capacidad poética de los parlamentos heredianos que no pudo ser sobrepasada por ningún dramaturgo hispanoamericano o español del periodo romántico.

## Obras
Entre las muchas ediciones de la poesía herediana destacan las Poesías completas de José María Heredia: Edición crítica, ed. Tilmann Altenberg (Madrid/Frankfurt: Iberoamericana/Vervuert, 2020).
- Poesías (en Internet Archive, 1858)
- Poesías líricas (en Internet Archive, 1893)

### Poesías
- A Elpino (¡Feliz, Elpino, el que jamás conoce)
- A Emilia (Desde el suelo fatal de su destierro)
- Adiós (Belleza de dolor, en quien pensaba)
- A la estrella de Venus (Estrella de la tarde silenciosa)
- A la hermosura (Dulce hermosura, de los cielos hija)
- A Lola en sus días (Vuelve a mis brazos, deliciosa Lira)
- A mi amante (Es media noche: vaporosa calma)
- A mi esposa en sus días (¡Oh! Cuán puro y sereno)
- Al Océano (¡Qué! ¡De las ondas el hervor insano)
- Al Popocatépetl (Tú que de nieve eterna coronado)
- Ausencias y recuerdos (¿Qué tristeza profunda, qué vacío)
- Calma en el mar (El cielo está puro)
- El ay de mí (¡Cuán difícil es al hombre)
- En el Teocalli de Cholula (¡Cuánto es bella la tierra que habitaban)
- En una tempestad, también llamada "Oda al huracán", (Huracán, huracán, venir te siento)
- Himno al desterrado (¡Cuba, Cuba, que vida me diste)
- Himno al Sol (En los yermos del mar, donde habitas)
- La cifra (¿Aún guardas, árbol querido)
- La estación de los Nortes (Templasé ya del fatigoso estío)
- La inconstancia (En aqueste pacífico retiro)
- La melancolía (Hoja solitaria y mustia)
- La partida (¡A Dios, amada, a Dios! llegó el momento)
- La resolución (¿Nunca de blanda paz y de consuelo)
- Los recelos (¿Por qué, adorada mía)
- Niágara (Templad mi lira, dádmela, que siento)
- Oda a la noche (Reina la noche: con silencio grave)
- Oda al cometa de 1825 (Planeta de terror, monstruo del cielo)
- Sáficos (Dulce memoria de la prenda mía)
- Vuelta al sur (Vuela el buque: las playas oscuras)

### Sonetos
- A mi querida (Ven, dulce amiga, que tu amor imploro:)
- Inmortalidad (Cuando en el éter fúlgido y sereno)
- La desconfianza (Mira, mi bien, cuán mustia y desecada )
- Para grabarse en un árbol (Árbol, que de Fileno y su adorada)
- Recuerdo (Despunta apenas la rosada aurora)
- Renunciando a la poesía (Fue tiempo en que la dulce poesía)
- Soneto a mi esposa (Cuando en mis venas férvidas ardía)
- Vanidad de las riquezas (Si la pálida muerte se aplacara)

### Obra Dramática
- El campesino espantado, sainete compuesto en La Habana, en 1818. Indudablemente es original de Heredia; es un juguete cómico que sube a escena personajes afrocubanos. No fue publicada.*
- Eduardo IV o el usurpador clemente, en un acto y en prosa, fue representada en Matanzas, Cuba, en febrero 14 y 23 de 1819 por un grupo de aficionados, con Heredia en el papel de Guillermo. Una posibilidad es que se trate de una traducción de parte de la obra de Thomas Heywood, Edward IV, publicada en 1600; ya que el original incluye el personaje de Guillermo de Hastings, mismo nombre del personaje que actuó el joven Heredia. No fue publicada.
- Atreo, que fue presentada el 16 de febrero de 1822, en Matanzas, Cuba (Cairo 2003: 244). Esta pieza es adaptación de Atreo y Tiestes (1707), del dramaturgo francés Prosper Jolyot de Crébillon (1674-1762). No fue publicada.
- Sila fue publicada en 1825 en México por Heredia y representada el 12 de diciembre de 1825, “en celebridad del día del excelentísimo señor D. Guadalupe Victoria, presidente de los Estados Unidos Mejicanos”, como lo afirma la edición en su portada. Texto de Heredia: “En Sila hice admirar a un tirano, ultrajando la majestad eterna de los pueblos (1827: vi). Paráfrasis de la obra del francés Étienne de Jouy (1764-1846).
- Abufar o La familia árabe, obra que fue mencionada en 1830 por su autor en su Miscelánea; terminada en Cuba y publicada hasta 1875. Inspirada en la pieza de Jean-François Ducis (1733-1816), autor francés, quien adaptó exitosamente varias piezas de Shakespeare a la escena: Hamlet, Otelo y Le Roi Lear.
- Tiberio fue representada el 8 de enero de 1827 en el Teatro Principal de México por el célebre actor español Andrés Prieto. Publicada en México en 1827 por Heredia. Inspirada en la tragedia neoclásica de Josep-Marie Chenier (1764-1811), Tibère (1804).
- Los últimos romanos, publicada por Heredia en diciembre de 1829, en Tlálpam (sic.), México. Su tardío estreno fue el 30 de noviembre de 1889, en Hardman Hall (New York); José Martí dirigió la puesta y presentó un magnífico discurso. Fue una función recaudadora de fondos para adquirir la casa del poeta en Matanzas.
- Saúl, tragedia en cinco actos. Pieza homónima del italiano Vittorio Alfieri (1749-1803). Fue un rey de Israel que procedió como tirano y sufrió como víctima. Citada por M. Menéndez y Pelayo. Pieza que es homónima del drama romántico de Gertrudis Gómez de Avellaneda, Saúl (1849). Heredia la terminó a fines de 1835.

Para un análisis de la obra dramática de Heredia, ver Guillermo Schmidhuber y Olga Martha Peña Doria, Heredia Independentista, poeta, dramaturgo (Universidad de Guadalajara, 2017) y Guillermo Schmidhuber, Heredia, sus años en México (Instituto Mexiquense de Cultural, 2017).